# Napothera rufipectus
La ratina pechirrufa (Gypsophila rufipecta  sinónimo Napothera rufipectus) es una especie de ave paseriforme de la familia Pellorneidae endémica de Sumatra.

## Distribución y hábitat
Se encuentra únicamente en las montañas de la isla de Sumatra. Su hábitat natural son los bosques húmedos tropicales de montaña.